# Márcia Barroso do Amaral
Márcia Barroso do Amaral (Rio de Janeiro, 23 de março de 1943 – 24 de março de 2023)  foi uma escultora, pintora, marchand e galerista. Cursou a Escola Nacional de Belas Artes e estudou na Académie de la Grande Chaumière, em Paris. Considerada a "primeira-dama do mercado de artes carioca", Márcia era casada com o jornalista Zózimo Barroso do Amaral, com quem viveu até seu falecimento em 1997.
Márcia morreu em 24 de março de 2023, um dia após completar 80 anos, vítima de uma complicação cardíaca.